# Temporada 1978-79 de los Cleveland Cavaliers
La temporada 1978-79 fue la novena de los Cleveland Cavaliers en la NBA. La temporada regular acabó con 30 victorias y 52 derrotas, ocupando el octavo puesto de la conferencia Este, no logrando clasificarse para los playoffs.

## Elecciones en elDraft
| Ronda | Puesto | Jugador        | Posición  | Nacionalidad   | Universidad     |
| ----- | ------ | -------------- | --------- | -------------- | --------------- |
| 1     | 15     | Mike Mitchell  | Alero     | Estados Unidos | Auburn          |
| 2     | 33     | Harry Davis    | Ala-Pívot | Estados Unidos | Florida State   |
| 2     | 44     | Clemon Johnson | Pívot     | Estados Unidos | Florida A&M     |
| 3     | 57     | Kenny Higgs    | Base      | Estados Unidos | Louisiana State |

## Temporada regular
| División Central    | División Central | División Central | División Central | División Central | División Central | División Central | División Central | División Central |
| Equipo              | G                | P                | %                | PD               | Casa             | Fuera            | Div              |                  |
| ------------------- | ---------------- | ---------------- | ---------------- | ---------------- | ---------------- | ---------------- | ---------------- | ---------------- |
| y-San Antonio Spurs | 48               | 34               | .585             | –                | 29–12            | 19–22            | 11–9             |                  |
| x-Houston Rockets   | 47               | 35               | .573             | 1                | 30–11            | 17–24            | 12–8             |                  |
| x-Atlanta Hawks     | 46               | 36               | .561             | 2                | 34–7             | 12–29            | 14–6             |                  |
| Cleveland Cavaliers | 30               | 52               | .366             | 18               | 20–21            | 10–31            | 6–14             |                  |
| Detroit Pistons     | 30               | 52               | .366             | 18               | 22–19            | 8–33             | 9–11             |                  |
| New Orleans Jazz    | 26               | 56               | .317             | 22               | 21–20            | 8–33             | 9–15             |                  |

## Estadísticas
| Rk | Jugador       | Edad | P  | PT | MP   | TC  | TCI  | %TC  | TL  | TLI | %TL  | RO  | RD  | RT   | AS  | RB  | TAP | BP  | FP  | PTS  |
| -- | ------------- | ---- | -- | -- | ---- | --- | ---- | ---- | --- | --- | ---- | --- | --- | ---- | --- | --- | --- | --- | --- | ---- |
| 1  | Campy Russell | 27   | 74 |    | 38.6 | 8.1 | 17.1 | .476 | 5.6 | 7.1 | .797 | 2.0 | 4.8 | 6.8  | 4.7 | 1.3 | 0.3 | 3.5 | 3.0 | 21.9 |
| 2  | Jim Chones    | 29   | 82 |    | 34.8 | 5.8 | 13.1 | .440 | 1.9 | 2.6 | .735 | 3.2 | 7.1 | 10.3 | 2.2 | 0.6 | 1.2 | 2.3 | 3.4 | 13.4 |
| 3  | Austin Carr   | 30   | 82 |    | 33.1 | 6.7 | 14.2 | .475 | 3.6 | 4.4 | .816 | 1.9 | 1.6 | 3.5  | 2.6 | 0.9 | 0.2 | 2.1 | 2.6 | 17.0 |
| 4  | Foots Walker  | 27   | 55 |    | 31.9 | 3.8 | 8.1  | .464 | 2.5 | 3.2 | .783 | 1.1 | 2.5 | 3.6  | 5.8 | 2.4 | 0.3 | 2.3 | 2.8 | 10.1 |
| 5  | Jim Brewer    | 27   | 55 |    | 23.7 | 2.1 | 4.7  | .440 | 0.4 | 0.9 | .479 | 2.3 | 4.5 | 6.7  | 1.3 | 0.9 | 1.0 | 1.4 | 2.5 | 4.6  |
| 6  | Butch Lee     | 22   | 33 |    | 23.7 | 4.4 | 9.7  | .455 | 2.6 | 3.4 | .770 | 0.7 | 1.4 | 2.0  | 3.8 | 0.9 | 0.0 | 1.8 | 1.8 | 11.5 |
| 7  | Walt Frazier  | 33   | 12 |    | 23.3 | 4.5 | 10.2 | .443 | 1.8 | 2.3 | .778 | 0.6 | 1.1 | 1.7  | 2.7 | 1.1 | 0.2 | 1.8 | 1.8 | 10.8 |
| 8  | Bingo Smith   | 32   | 72 |    | 22.9 | 5.0 | 10.9 | .460 | 1.2 | 1.5 | .783 | 1.1 | 1.8 | 2.9  | 1.7 | 0.6 | 0.1 | 1.0 | 2.6 | 11.2 |
| 9  | Terry Furlow  | 24   | 49 |    | 22.7 | 5.6 | 11.6 | .483 | 2.1 | 2.6 | .824 | 0.9 | 1.1 | 2.0  | 2.1 | 0.8 | 0.3 | 1.8 | 1.6 | 13.3 |
| 10 | Mike Mitchell | 23   | 80 |    | 19.7 | 4.5 | 8.8  | .513 | 1.6 | 2.2 | .736 | 1.6 | 2.5 | 4.1  | 0.8 | 0.6 | 0.4 | 1.3 | 2.7 | 10.7 |
| 11 | Kenny Higgs   | 24   | 68 |    | 15.4 | 1.9 | 4.1  | .455 | 1.3 | 1.6 | .766 | 0.3 | 1.2 | 1.5  | 2.1 | 1.0 | 0.2 | 0.7 | 2.6 | 5.0  |
| 12 | John Lambert  | 26   | 70 |    | 14.7 | 2.1 | 4.7  | .450 | 0.5 | 0.8 | .636 | 1.7 | 2.5 | 4.1  | 0.6 | 0.4 | 0.4 | 0.9 | 2.3 | 4.7  |
| 13 | Elmore Smith  | 29   | 24 |    | 13.8 | 2.9 | 5.4  | .531 | 0.8 | 1.1 | .692 | 1.9 | 2.5 | 4.4  | 0.5 | 0.3 | 0.7 | 1.8 | 2.5 | 6.5  |
| 14 | Harry Davis   | 23   | 40 |    | 9.9  | 1.7 | 3.8  | .431 | 0.8 | 1.1 | .698 | 0.7 | 1.0 | 1.7  | 0.4 | 0.3 | 0.2 | 0.6 | 1.7 | 4.1  |

## Galardones y récords
| Jugador       | Galardón |
| Campy Russell | All-Star |